# Piper cuniculorum
Piper cuniculorum är en pepparväxtart som beskrevs av Trel. & Yunck.. Piper cuniculorum ingår i släktet Piper och familjen pepparväxter. Inga underarter finns listade i Catalogue of Life.